# Римско херцогство
Римското херцогство (на италиански: Ducato romano) е подразделение на Равенския екзархат (от края на 6 век до 751 г.) или по-скоро на византийските владения на полуострова. Включва голяма част от Лацио (с изключение на южното разклонение, т.е. Касино и Акуино),Южна Етрурия и малка област от Умбрия (Амелия и околните райони). То се простира приблизително на север от Нарни и Витербо до Гаета и Атина на юг.
Херцогствата са продължение на епархиите (провинции на латински) в новата гражданска и военна организация, създадена от византийците след нашествието на лангобардите в Италия, което започва през 568 г.

## История

### От началото до 7 век
Съгласно административното деление, желано от император Маврикий (582 – 602), епархиите са заменени от Равенския екзархат със столица Равена. Екзархът носи титлата patricius Romanorum (патриций на римляните, т.е. пазител и защитник на римските граждани); сред неговите прерогативи е и попечителството на „престола на Св. Петър“ (или църквата на Рим). Равенската екзархия се състои от седем херцогства, всяко командвано от дук или магистър милитум: военен, номиниран от императора, под командването на екзарха.
Начело на Римското херцогство е dux Romae (дук на Рим). Херцогът изпълнява функциите на капитан на военните сили, разположени на територията. По всяка вероятност той има тригодишна длъжност и е пряко отговорен пред екзарха на Равена. Най-старото историческо доказателство за съществуването на дука на Рим е писмо от папа Григорий I (592 г.)  и впоследствие плоча, открита близо до Терачина, на която е издълбано името на някой си Георгий, дук на Рим.
Римският сенат, макар и официално да е на служба, вече е бледа имитация на този от миналите епохи. Събранието почти никога не е пълно, тъй като Готските войни са унищожили членовете му. В ситуация, характеризираща се с несигурност и нестабилност, фигурата на папата става все по-стабилна опора.
За императора папата е длъжностно лице (изборът му трябва да бъде одобрен от Константинопол, за да бъде валиден). Но за хората от времето на Григорий Велики (590-604), а може би дори и по-рано той става най-висшата гражданска власт на града и херцогството. Григорий се посвещава на защитата на Рим, като насърчава създаването на местна милиция (exercitus), първоначално съставена от схоли (които събират жители от различни националности), търговски гилдии и местни асоциации.
Папа Сабиниан през 604 – 606 г. компенсира недостига на зърнени запаси чрез продажба на резервите на църквата, упражнявайки функциите на управител на Рим. Папа Хонорий I (625 - 638) поема поддръжката на градските стени и акведукта. Благодарение на натиска на папите през 7 век титлата „дук на Рим“ престава да се предава в рамките на едно и също семейство, както е обичаят в другите херцогства (Херцогство Гаета и Херцогство Неапол). Напротив, често се случва в Лацио самата византийска армия, в случай на овакантено място, да избира самостоятелно дука.
Снабдяването с храна за града зависи до голяма степен от притежаваните от папата имоти. Поземленото наследство на епископа на Рим е натрупано от 4 век в резултат на дарения от вярващите. Наричано е patrimonium Sancti Petri, защото завещанията са адресирани до св. св. Петър и Павел. Patrimonium Sancti Petri е различен от patrimonium publicum, управляван от военните лидери (дукове и магистър милитум) на Византийската империя и от владенията на архиепископиите на Равена и Милано.
Отношенията между папата и дука на Рим са по-скоро антагонистични отколкото сътрудничещи си. Различните дукове, като висши военни лидери на територията, винаги остават верни на императора, поради което застават на страната на василевса в честите религиозни спорове, възникващи между папата и Константинопол. През 640 г. дукът, както и картоларий Маврикий, с екзарха Исакий, ръководят нападението срещу Латеранския дворец, принуждавайки папа Северин да бяга. Има и няколко дука сред предполагаемите заговорници срещу папа Григорий II.
И винаги заплашителното присъствие на лангобардите често е фактор за нестабилност. През 702 г. херцогът на Беневенто Гизулф I отнема долината на Лири от Римското херцогство.

### 8 век

#### Падане на екзархията
Започвайки от 8 век, има прогресивно оттегляне на византийския император от Рим. Римското херцогство, без военното присъствие, осигурено от Константинопол, остава изложено и беззащитно пред лицето на лангобардската заплаха. През 726 г. лангобардите на Лиутпранд (712 – 744) водят война срещу Равенския екзархат, окупирайки Болоня и целия Пентаполис. На византийците остават само град Равена, пристанището Класе и заобикалящата го равнина. В Лацио Лиутпранд стига чак до вратите на Рим.
През 728 г. лангобардите завладяват крепостта Нарни, поставена да охранява Виа Америна, която води до Тоди и Перуджа. Крепостите Амелия и Орте остават да пазят Виа Америна. По- на юг каструмите Сутри, Бомарцо и Блера защитават Виа Касия по протежение на долината на Тибър. Папа Григорий II (715 – 731) се обръща директно към крал Лиутпранд, като го моли да се откаже от вече завоюваните територии и да ги върне на византийския екзарх като законен владелец. Лиутпранд, от друга страна, дарява каструм Сутри на папата в акта, известен в историографията като Дарение от Сутри.
През 742 г. Лиутпранд покорява херцогствата Сполето и Беневенто и ги присъединява към собствените си владения. Новината предизвика тревога в Рим. Разбирайки, че лангобардският крал се готви за нова атака срещу византийските владения в Италия, папа Захарий (741 – 752) не се поколебава да се срещне директно с монарха. През пролетта на 743 г. двамата се срещат в Терни. Папата получава от лангобардския крал реституцията чрез donationis titulo на четири града, които окупира, включително Ветрала, Палестрина, Нинфа (в дн. Чистерна ди Латина) и Норма, и част от активите на Църквата в долината на Тибър, откраднати й повече от 30 г. по-рано от херцозите на Сполето.
За втори път папата изпълнява ролята на върховен представител на бившите византийски територии в Лацио.
| „                                 | Докато [папа Захарий] пристигна в град Интерамна [Терни], където кралят вече се беше установил с цялата си армия; кралят, който бе научил за пристигането му, изпрати всички свои командири с по-висок ранг до осмата миля, за да го посрещнат. Но самият крал продължи да се среща с върховния понтифекс Захарий и го придружи вътре в града с голяма радост и най-голямо уважение. След като и двамата седнаха в църквата на блажения Валентин... поразен от светите убедителни думи на този [папа Захарий], лангобардският крал върна на понтифика градовете, които бе отнел от римляните. | “ |
| Pauli Continuationes, III , 9-18, | |   |

Впоследствие папа Захарий организира територията около града, основавайки първите domus cultae – истински ферми, принадлежащи на епархията, които осигуряват снабдяването на града.
Документът, известен като Константинов дар, вероятно датира от папството на Захарий (или на Григорий III). Властта на папата, след политическите проблеми, които той има с Лъв III Исавър, вече не се поддържа от империята и папата не може да се счита за лангобардски феодал, като се има предвид политическото и морално превъзходство, с което се счита римското седалище в очите на италийците и християните по отношение на лангобардската сила. Политическата несигурност, в която изпада Римското херцогство през онези години, довежда до създаването на историческа легитимация на папската независимост, Константиновият дар, според който правото на папата да управлява територията и римския сенат идва от първия християнин император, както и от първенството над другите патриарси на християнството (през онези години Лъв премества диоцезите Пулия, Калабрия и Сицилия под Констанинополската патриаршия). В действителност документът може да се определи като истинска конституция, за която една държава се обявява за автономна, просто като се придържа към правна и законодателна система (по това време все още неразличима от религиозната).

#### Дарението на херцогството на Наследството на Свети Петър
С издигането на Айзтулф до титлата „крал на Италия“ и на лангобардите, германците възобновяват експанзионистична политика срещу „римляните“ (разбирани като сбор от латини и византийци). През 751 г. Айзтулф завладява Истрия и Равена, като се установява в екзархата и придобива съответните палатински титли. Заплахите на краля достигат и до Рим: той поисква от папа Стефан II да плаща данъци за даренията, получени от неговите предшественици. През 753 г. идва да завладее Чекано. След това Стефан II поисква намесата на франките на Пипин III. Въпреки че Айзтулф обсажда Рим на няколко пъти, той е победен от слизането на суверена отвъд Алпите, който го принуждава да плати данък на кралството на франките и да отстъпи Равенския екзархат, Пентаполис и Византийския коридор с Перуджа.
Наследникът на Пипин, Карл Велики, преговаря с Апостолическия престол за връщането на Лацио. Официално то е предадено през 774 г. в присъствието на папа Адриан I (Дар на Пипин).
През 781 г. Адриан I получава и предаването на Сабинската епархия. През същата година изчезва и последната византийска институция, която все още съществува в Рим: тази на дук. По-късно папата получава поредица от градове, граничещи с Лацио и със Сабинската епархия: от Соана до Популония на север и Сора, Арпино, Арче и Акуино на юг. Наборът от територии, получени от Адриан I, изглежда проследява съдебния район на Управителя на Рим, който се простира над Лацио на сто римски мили както на север, така и на юг от града, тоест от Таламоне (подселищще на днешно Орбетело) близо до Монте Арджентарио до Минтурно на река Лири.

## Църковно разделение
През 754 г. Римското херцогство е разделено на:
- Римски диоцези с диоцези:
  - Близкоримско седалище  Остия
  - Близкоримско седалище Санта Руфина
  - Близкоримско седалище Велетри-Норма-Тре Таверне
  - Диоцез Албано
  - Диоцез Черветери
  - Диоцез Габи
  - Диоцез Номенто
  - Диоцез Палестрина
  - Диоцез Порто
  - Диоцез Сабина
  - Диоцез Сени
  - Диоцез Весковио
- Диоцези, непосредствено подчинение на Свети престол:
  - Териториално абатство „Монтекасино“
  - Диоцез Алатри
  - Диоцез Анани
  - Диоцез Акуино
  - Диоцез Баньореджо
  - Диоцез Блера
  - Диоцез Бомарцо
  - Диоцез Чивитавекия
  - Диоцез Ферентино
  - Диоцез Фонди
  - Диоцез Формия
  - Диоцез Лабико
  - Диоцез Минтурно
  - Диоцез Монтерани
  - Диоцез Непи и Чивита Кастелана
  - Диоцез Орте
  - Диоцез Риети
  - Диоцез Сора
  - Диоцез Сутри
  - Диоцез Терачина
  - Диоцез Тиволи
  - Диоцез Тускания
  - Диоцез Треви нел Лацио
  - Диоцез Вероли